# Alex Leever
Alex Leever (6 luglio 1995) è un ex sciatore alpino statunitense.

## Biografia
Slalomista puro attivo in gare FIS dal novembre del 2011, in Nor-Am Cup Leever ha esordito il 26 novembre 2011 a Loveland, senza completare la prova, e ha colto il primo podio il 6 febbraio 2019 a Sun Valley (2º).  In Coppa del Mondo ha debuttato il 16 gennaio 2021 a Flachau, senza completare la prova, e ha ottenuto il miglior piazzamento il 26 gennaio seguente (21º); ai successivi Mondiali di Cortina d'Ampezzo 2021, sua unica presenza iridata, non completato la prova e il 23 dicembre dello stesso anno ha conquistato a Copper Mountain l'ultimo podio in Nor-Am Cup (2º). Si è ritirato al termine della  stagione 2021-2022: ha preso per l'ultima volta il via in Coppa del Mondo il 9 marzo a Flachau, senza qualificarsi per la seconda manche, e l'ultima gara della sua carriera è stato lo slalom speciale dei Campionati statunitensi 2022, disputato il 29 marzo a Sugarloaf e concluso da Leever al 7º posto. Non ha preso parte a rassegne olimpiche.

## Palmarès

### Coppa del Mondo
- Miglior piazzamento in classifica generale: 141º nel 2021

### Nor-Am Cup
- Miglior piazzamento in classifica generale: 22º nel 2019
- 3 podi:
  - 2 secondi posti
  - 1 terzo posto

### Australia New Zealand Cup
- Miglior piazzamento in classifica generale: 25º nel 2019
- 1 podio:
  - 1 terzo posto

### Campionati statunitensi
- 1 medaglia:
  - 1 bronzo (slalom speciale nel 2020)